# Tebori
A tebori (手彫り) a hagyományos japán tetoválás művészete. A szó jelentése magában foglalja, hogy kézzel vésett, hagyományos japán tetoválásról van szó.
A japán tetoválás azon technikája, ahol a tetoválók kizárólag a kezüket és általában egy fából vagy fémből készült pálcát használnak, amihez egy összeillesztett tű köteget kapcsolnak. A tűt a tetováló tintába mártják, majd toló mozdulatokkal a bőrbe juttatják a festéket, ezzel motívumokat kreálva. Az idegen szemek számára a japán kultúra általában a modern nézőpontok, kortárs értékek és hagyományos kulturális jegyek keveredése. Ez különösképpen igaz a japán tetováló kultúrára.

A tetováló művészet ezen formája az elmúlt évtizedek során háttérbe szorult a géppel készült tetoválásokhoz képest a világ minden táján. Napjainkban azonban, ahogy a japán tetováló stílus egyre nagyobb hírnévnek örvend, szép lassan a tebori is új erőre kap. Ez a japán kultúrában is nagyobb teret enged a tetoválóknak és azoknak, akiknek már van tetoválásuk vagy szeretnének maguknak.

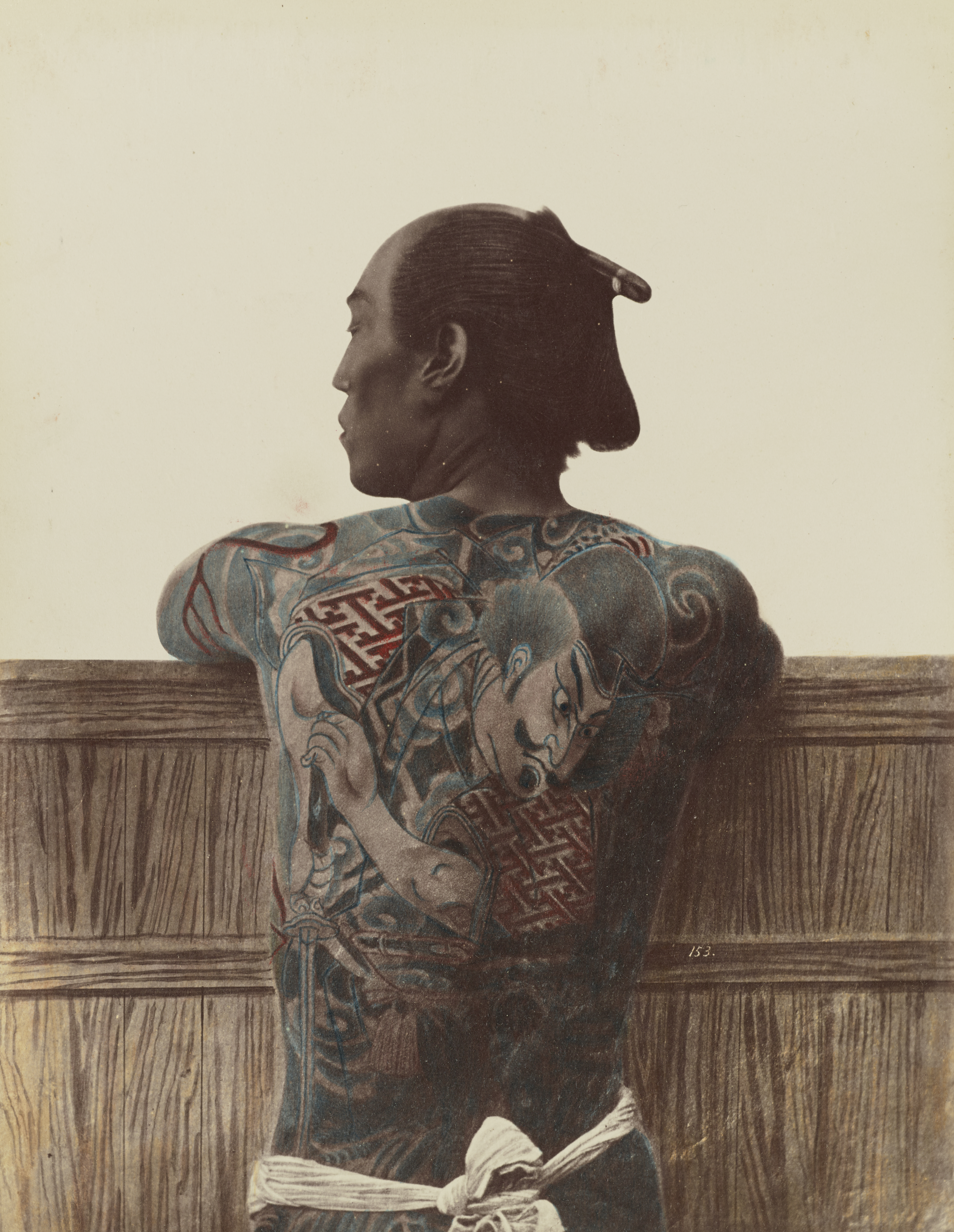
Hagyományos japán tetoválás

## Történelme
Az Edo-korig (Kr.u 1600–Kr.u 1868) a tetoválások szerepe ingadozott a Japán kultúrában. A tetoválásokat büntetésként használták még ebben a korban is, de ugyanakkor megjelentek olyan dekorációs célból készült tetoválások is, amik szerelmi szimbólumok voltak (egy-egy minta csak akkor rajzolódott ki teljesen, ha a szerelmes pár kézen fogva állt egymás mellett), valamint ekkoriban kezdett el teret hódítani a japán tetováló stílus azon formája, amit ma is ismerünk. Először fafaragó művészek kezdtek el tetoválni. Sok olyan eszközt használtak a tetováláshoz amit a fafaragáshoz, például vésőket és a legfontosabbat, a különleges Nara tintát, ami a közismert módon a bőr alatt kékeszöld árnyalatot vesz fel.

## Tanulási folyamat
Tebori tetoválóművésszé az válhat aki egy gyakornoki időszakon átmegy akárcsak egy géppel dolgozó tetováló. Egy gyakornokság időszaka különböző hosszúságú lehet. Manapság egyre rövidebb ez az időszak, általában 1 év. A gyakornok első dolga, hogy találjon egy mestert aki megtanítja a technika hagyományos használatára. Ez mar önmagában is nehéz feladatnak számít, ugyanis a hagyományos technikával dolgozó mesterek gyakran titokban dolgoznak és csak szájhagyomány útján terjed pontos hollétük. A hagyományos tetoválók hosszú éveken keresztül vannak mesterük mellett, akár azután is, miután hivatalosan is tetoválni kezdenek. Esetenként az is előfordul, hogy a mesterük házában laknak gyakornokságuk alatt, takarítják a stúdiót, megfigyelik mesterüket munka közben, saját bőrükön gyakorolnak, elkészítik azokat az eszközöket amiket mesterük és ők használnak, tintát kevernek, és fájdalmat nem ismerve, másolva mestereik mintáit gyakorolják a helyes vonalvezetést, árnyékolást és a részletek kidolgozását, még mielőtt más embert tetoválnának. Olyan finom és bonyolult technikákat kell elsajátítaniuk, mint például az egyedi árnyékolás és a finom vonalak meghúzása (cukibori), hogy a jövőbeli vendégeik kívánságait el tudják készíteni. Gyakornokságuk végén olyan nevet kapnak, amelyet mesterük talál ki, legtöbbször a név része a “hori” (jelentése: gravírozni) és egy szótag a mester saját nevéből vagy más meghatározó szóból. Néhány esetben az is előfordul, hogy az új tetováló teljes egészében átveszi mestere nevét és ezzel a II., III., stb lesz belőle.

## Tetováló tű készítése
Hagyományosan a tebori tetoválásokat egy vékony bambusz pálcával (nomi) készítették. Az elrendezett tűket ehhez a vékony bambusz pálcához illesztették és az egészet selyemmel tekerték körbe, ezzel biztosítva hogy a tűk a helyükön maradjanak. A legtöbb tű, amit egy-egy nomi elbírt, maximum 20 volt. Ezeket egymás mellé, egy vonalba sorakoztatva helyeztek el, majd ezzel a színeket bevitték a bőrbe. A tűket egy fa (ma már műanyag) formába helyezik a kívánt alakzatban ami általában egy vonal vagy egy kör alak. A ma használt tebori eszközök többsége fém a higiénia fenntartásának érdekében. A tűket  speciális ragasztószalaggal illesztik a nomihoz, így a hagyományos selyem szál ma már nem használatos. A tű fejeket ma már csak egyszer használják fel, azonban vannak olyan művészek akik többször is használnak egy-egy tűköteget, ezt forrázással és fertőtlenítőkkel sterilizálják két tetoválás között. Ahogyan a gépi tetoválásoknál is, ma már előírás a fertőtlenítés, amely nem csak a tűkre hanem a tetoválandó bőrfelületre is kiterjed. További elővigyázatosság még a kesztyűk használata, amely elszigeteli a tetoválót a tetoválttól, valamint attól, hogy a tetováló érintkezzen a tűvel, ami nagyon magas fertőzés veszélyt jelentene.

## Közismert, hagyományos tetováló ábrák
- Mitológiai lények és szörnyek: sárkány, kirin, baku, foo kutyák, onik
- Állatok: madarak, koi, tigrisek, kígyók, nyulak
- Virágok : bazsarózsa, cseresznyefa virág, lótusz, krizantém
- Egyéb növények: bambusz, juhar levél
- Hagyományos népmesei karakterek
- Történelmi alakok : gésák, szamurájok
- Buddhák és buddhista szimbólumok mint a Fudo Mjó és Kannon
- Hátterek: felhők, hullámok, szélhullámok